# Filippo de Amato
Filippo de Amato (* 2. November 1680; † 3. August 1732), auch Philippus de Amato war ein italienischer römisch-katholischer Geistlicher und Bischof von Umbriatico in Kalabrien.

## Leben
Filippo de Amato wurde am 22. November 1680 in Amantea (Kalabrien) geboren. Am 1. März 1705 wurde er zum Diakon, am 7. März 1705 zum Priester geweiht. Papst Clemens XII. ernannte ihn am 3. September 1731 (21. Mai 1731) zum Bischof von Umbriatico. Die Weihe zum Bischof am 16. September 1731 nahm (Titular-)Erzbischof Antonio Saverio Gentili von Petra in Palaestina vor. Mitkonsekratoren waren Bischof Pietro Abbondio Battiloro von Guardialfiera und (Titular-)Bischof Otto Honorius von Egkh und Hungersbach von Thermopylae und Weihbischof in Olmütz. Filippo de Amato starb am 3. August 1732 (oder schon am 26. Dezember 1731) und wurde unter dem Hochaltar der Mutterkirche in Cirò beigesetzt. Er soll angeblich an einer Vergiftung gestorben sein.